# Trasposizione di Favorskii
La trasposizione di Favorskii (o riarrangiamento di Favorskii) è una reazione di chimica organica. Prende il nome dal suo scopritore, il chimico russo Aleksej Favorskij. È un riarrangiamento di α-alochetoni o ciclopropanoni per formare acidi carbossilici. La trasposizione può comportare una contrazione in composti ciclici. Avviene in presenza di una base, e spesso viene utilizzato l'idrossido; tuttavia, l'utilizzo di un alcossido o di un'ammina genera esteri o ammidi.

## Meccanismo di reazione
Il meccanismo della trasposizione di Favorskii inizia con la formazione di un enolo dalla parte opposta dell'alogeno. L'enolo forma un ciclopropanone tramite sostituzione nucleofila: la molecola risultante è molto reattiva, e la base può procedere con un attacco nucleofilo. Il cicloesanone si apre provocando la contrazione del composto ciclico.
| An animation of the reaction mechanism of the Favorskii rearrangement |
| animazione                                                            |

## Utilizzi
La trasposizione di Favorskii è stata utilizzata con successo nella prima sintesi del cubano nel 1964.